# NGC 4984
NGC 4984 est une galaxie lenticulaire située dans la constellation de la Vierge. Sa vitesse par rapport au fond diffus cosmologique est de 1 601 ± 23 km/s, ce qui correspond à une distance de Hubble de 23,6 ± 1,7 Mpc (∼77 millions d'al). NGC 4984 a été découverte par l'astronome germano-britannique William Herschel en 1785.

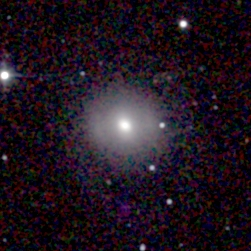
NGC 4984 en infrarouge (2MASS).

NGC 4984 présente une large raie HI.
À ce jour, une mesure non basée sur le décalage vers le rouge (redshift) donne une distance d'environ 21,300 Mpc (∼69,5 millions d'al). Cette valeur est tout juste à l'extérieur des valeurs de la distance de Hubble. Puisque cette galaxie est relativement rapprochée du Groupe local, cette distance est peut-être plus près de sa distance réelle que la distance de Hubble. Notons que c'est avec la valeur moyenne des mesures indépendantes, lorsqu'elles existent, que la base de données NASA/IPAC calcule le diamètre d'une galaxie.

## Supernova
La supernova SN 2011iy a été découverte dans NGC 4984 le 9 décembre 2011 à Yamagata au Japon par l'astronome japonais Koichi Itagaki. Cette supernova était de type Ia.